# سيميون إيبن بالدوين
سيميون إيبن بالدوين هو محامي وقاضي وسياسي أمريكي، ولد في 5 فبراير 1840 في نيو هيفن في الولايات المتحدة، وتوفي بنفس المكان في 30 يناير 1927. نشط حزبياً في الحزب الديمقراطي والحزب الجمهوري. وقد انتخب رئيس مجلس الإدارة American Political Science Association ‏ (1910 – 1911) وانتخب حاكم كونيتيكت ‏ (4 يناير 1911 – 6 يناير 1915).

## وصلات خارجية
- سيميون إيبن بالدوين على موقع إن إن دي بي (الإنجليزية)